# Maria New

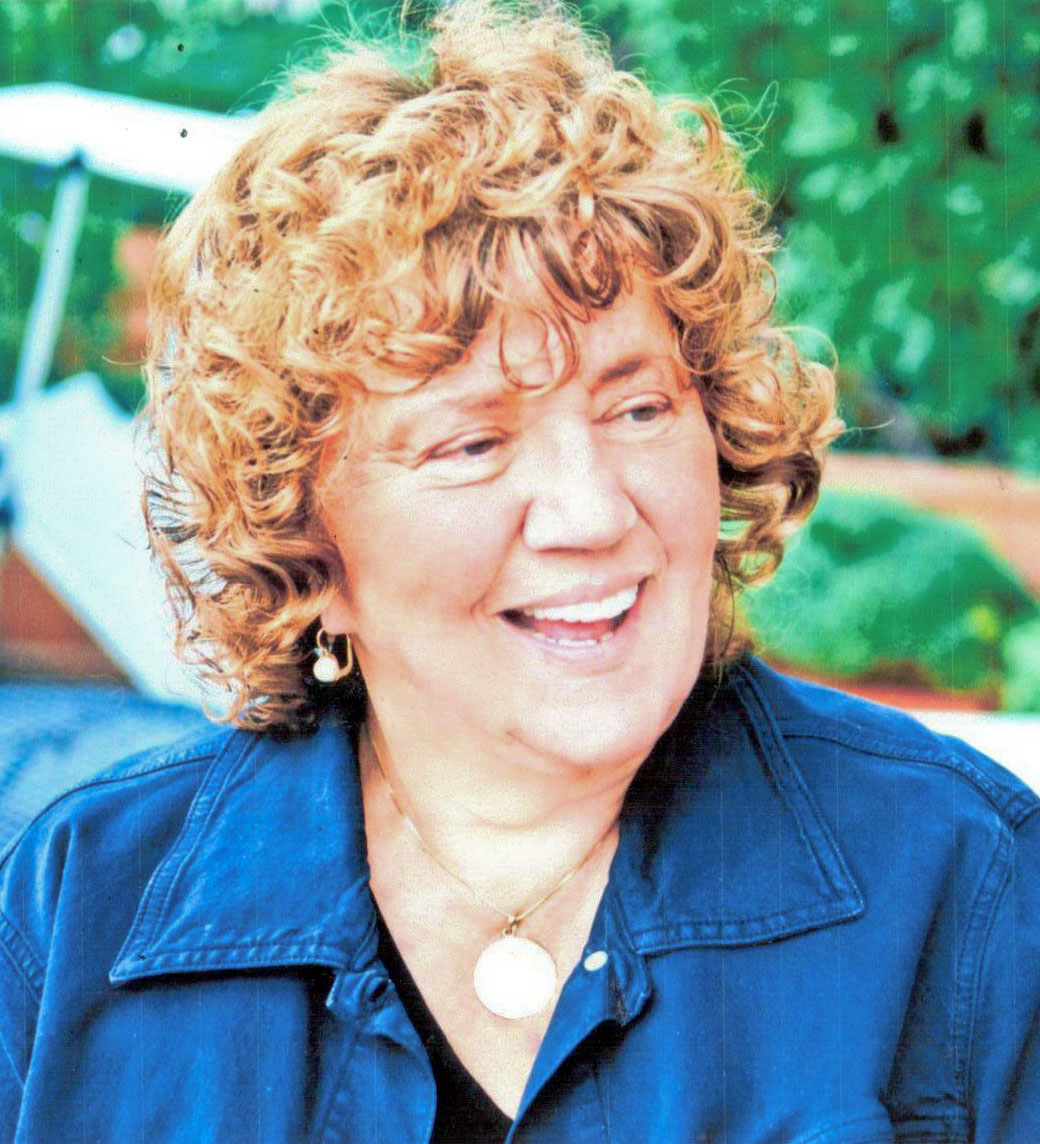
Maria I. New, 2013

Maria Iandolo New (* 11. Dezember 1928 in Brooklyn, New York City; † 26. Juli 2024) war eine US-amerikanische Forscherin auf dem Gebiet der pädiatrischen Endokrinologie und Expertin für die Kongenitale Nebennierenhyperplasie, eine Erkrankung der Nebennierenrinde. Zuletzt war sie ab 2004 Professorin an der Icahn School of Medicine at Mount Sinai in New York City.

## Leben
Maria New war die Tochter italienischer Einwanderer, die als professionelle Musiker in die USA übergesiedelt waren. Sie wuchs auf in Little Italy, einer Wohngegend von Manhattan, und besuchte dort eine katholische Grundschule und danach die Julia Richmond High School. Ihre Eltern erwarteten zwar, dass sie sich ebenfalls zur Musikerin ausbilden lassen würde, sie bewarb sich jedoch erfolgreich um ein Stipendium für die Cornell University, wo sie im Hauptfach Chemie und im Nebenfach Latein studierte. Nach dem Abschluss studierte sie Medizin an der Medical School der University of Pennsylvania (bis 1954), gefolgt von einem Praktikum am New Yorker Bellevue Hospital und einer Ausbildung zur Fachärztin für Pädiatrie (Kinderheilkunde) am NewYork-Presbyterian Hospital, das als Universitätsklinikum mit der Cornell University verbunden ist. Dank Forschungsgeldern der National Institutes of Health (NIH) befasste sie sich ab 1957 in der von ihr gegründeten Abteilung für pädiatrische Endokrinologie mit der Analyse von Steroiden – diese Finanzierung durch die NIH endete erst 2008. Ab 1980 war sie die Leiterin des Fachgebiets Kinderheilkunde. 2004 wechselte sie auf eine Professur an der Icahn School of Medicine am Mount Sinai Hospital in New York.
Im zweiten Studienjahr an der Cornell University hatte sie ihren Ehemann Bertrand New kennen gelernt, und bereits vor ihrem Abschluss hatte das Paar geheiratet. An der University of Pennsylvania School of Medicine waren sie das erste verheiratete Paar, das sich dort immatrikulierte. Maria New war verwitwet und hinterließ drei gemeinsame Kinder mit Bertrand New.

## Forschung
Maria New erforschte am Beginn ihrer Laufbahn die Produktion von Aldosteron und beschrieb in der Folge 1967 eine Variante des adrenogenitalen Syndroms („glucocorticoid-remediable aldosteronism“) bei einem zwölfjährigen Jungen. In einem Nachruf der Pediatric Endocrine Society wurde vor allem ihre Expertise für das Erkennen und die Therapie der kongenitalen Nebennierenhyperplasie hervorgehoben. Ihre sorgfältige Beschreibung des klinischen und hormonellen Erscheinungsbilds von Patienten habe zur Abgrenzung des klassischen 21-Hydroxylase-Mangels von mehreren anderen Typen der kongenitalen adrenalen Hyperplasie geführt. Ferner seien von ihr mehrere Störungen der menschlichen Steroidbiosynthese nachgewiesen worden, insbesondere zwei zuvor nicht bekannte, vererbbare Formen des Bluthochdrucks.

## Ehrungen
- Mitglied der National Academy of Sciences[6]
- Mitglied der National Academy of Medicine[7]
- Mitglied der American Academy of Arts and Sciences[7]
- Endocrine Regulation Prize
- Fred Conrad Koch Award

## Belege
1. 1 2   Phyllis W. Speiser, Richard J. Auchus und Perrin C. White: In Memoriam: Maria Iandolo New, 1928-2024. In: Journal of the Endocrine Society. Band 8, Nr. 12, 2024, bvae167, doi:10.1210/jendso/bvae167.
2. ↑  Maria New Obituary. Veröffentlicht von der New York Times am 31. Juli 2024.
3. ↑  Perrin C. White: Maria Iandolo New (1928–2024): Pioneering pediatric endocrinologist. In: PNAS. Band 122, Nr. 5, 2025, e2424275122, doi:10.1073/pnas.2424275122.
4. ↑  Maria I. New und Ralph E. Peterson: A New Form of Congenital Adrenal Hyperplasia. In: JCEM. Band 27, Nr. 2, 1967, S. 300–305, doi:10.1210/jcem-27-2-300.
5. ↑  In Memoriam: Maria Iandolo New, MD. Nachruf der Pediatric Endocrine Society vom 14. August 2024.
6. ↑  Eintrag auf der Website der National Academy of Sciences.
7. 1 2  New York Times: Nachruf.

| Personendaten    | Personendaten                                               |
| ---------------- | ----------------------------------------------------------- |
| NAME             | New, Maria                                                  |
| ALTERNATIVNAMEN  | New, Maria Iandolo (vollständiger Name)                     |
| KURZBESCHREIBUNG | US-amerikanische Pionierin der pädiatrischen Endokrinologie |
| GEBURTSDATUM     | 11. Dezember 1928                                           |
| GEBURTSORT       | Brooklyn, New York City, Vereinigte Staaten                 |
| STERBEDATUM      | 26. Juli 2024                                               |